# European Champions Cup 2010 (hockey in-line)
L'European Champions Cup 2010 è stata l'8ª edizione della massima competizione europea per squadre di club di hockey in-line. È stata disputata dal 26 al 28 novembre 2010 ad Anglet in Francia.
Il CPL Valladolid si è aggiudicato il trofeo per la prima volta nella sua storia sconfiggendo in finale l'Artzak d'Anglet.

## Squadre partecipanti
Direttamente qualificate all'European Champions Cup:
- Artzak d'Anglet
- Diables Rethelois
- Asiago Vipers
- Espanya Maiorca

Qualificate dalla Confederation Cup:
- Caen
- Les Écureuils d'Amiens
- CPL Valladolid
- Pirati Civitavecchia

## Partite

### Quarti di finale
| Anglet 26 novembre 2010 | Diables Rethelois | 2 – 4 | CPL Valladolid |  |

| Anglet 26 novembre 2010 | Artzak d'Anglet | 3 – 2 | Les Écureuils d'Amiens |  |

| Anglet 26 novembre 2010 | Asiago Vipers | 3 – 8 | Pirati Civitavecchia |  |

| Anglet 26 novembre 2010 | Espanya Maiorca | 6 – 3 | Caen |  |

### Semifinali 5º / 8º posto
| Anglet 27 novembre 2010 | Asiago Vipers | 2 – 7 | Les Écureuils d'Amiens |  |

| Anglet 27 novembre 2010 | Caen | 0 – 3 | Diables Rethelois |  |

### Semifinali 1º / 4º posto
| Anglet 27 novembre 2010 | Pirati Civitavecchia | 2 – 4 | Artzak d'Anglet |  |

| Anglet 27 novembre 2010 | Espanya Maiorca | 1 – 3 | CPL Valladolid |  |

### Finale 7º posto
| Anglet 28 novembre 2010 | Caen | 10 – 5 | Asiago Vipers |  |

### Finale 5º posto
| Anglet 28 novembre 2010 | Diables Rethelois | 0 – 3 | Les Écureuils d'Amiens |  |

### Finale 3º posto
| Anglet 28 novembre 2010 | Pirati Civitavecchia | 4 – 5 | Espanya Maiorca |  |

### Finale 1º posto
| Anglet 28 novembre 2010 | Artzak d'Anglet | 6 – 7 | CPL Valladolid |  |